# Pablo Domínguez Prieto
Pablo Domínguez Prieto (3 de juliol de 1966, Madrid - 15 de febrer de 2009, Moncayo) fou un sacerdot diocesà, filòsof i teòleg espanyol, autor de diversos llibres i degà de la Facultat de Teologia San Dámaso de Madrid. Impulsà també la fundació de la Facultat de Filosofia San Dámaso de Madrid. Totes dues institucions es troben actualment dins de la Universitat Eclesiàstica San Dámaso.

## Biografia
Estudià a San Dámaso entre el 1984 i el 1989, i fou ordenat sacerdot el 1991. Continuà els estudis de filosofia a la Universitat de Münster, a la Universitat Pontifícia Comillas i a la Universitat Complutense de Madrid, on obtingué un doctorat i treballà com a capellà. Exercí com a catedràtic de filosofia sistemàtica a San Dámaso des del 1998.
Com a filòsof i teòleg impartí nombrosos cursos i conferències i escrigué diversos articles i llibres, entre els quals destaquen Indeterminación y Verdad (1995), Concepción de la polivalencia Lógica en la Escuela de Varsovia (2001), Teoría del contorno lógico (1999) i Lógica Modal y Ontología (2001). Fou membre del consell de redacció de la revista Communio i de la Revista Espanyola de Teologia, així com col·laborador assidu del programa La linterna de la Iglesia de la cadena Cope. Fou professor convidat en diverses universitats, com la d'Alcalá de Henares, la Facultat de Teologia del Callao (Perú) i el Seminari Redemptoris Mater a Amsterdam.
El 2010 es publicà el seu «testament espiritual», Hasta las cumbres, que recull les conferències que feu abans de morir al monestir de Santa Maria de la Caritat, a Tulebras.
Es va filmar un documental sobre la seva vida, La última cima, dirigit per Juan Manuel Cotelo i estrenat el 3 de juny del 2010.